# غرب غارو هيلز
غرب غارو هيلز رمزها «WG» (بالإنجليزية: West  Garo  Hills)‏ ، هو تقسيم إداري لدولة الهند تتبع ولاية ميغالايا (بالإنجليزية: Meghalaya)‏ ، مركزها هو مدينة طره (مدينة هندية) (بالإنجليزية: Tura)‏ عدد سكانها حسب تعداد سنة 2001 هو 515,813 ، مساحتها 3,714 كم² وكثافة السكان 139 لكل كم² .

## أعلام
- بورنو أجيتوك سانغما